# إستيفانيا بيلز
إستيفانيا بيلز (بالإسبانية: Estefania Pilz)‏ هي دراجة أرجنتينية، ولدت في 7 أغسطس 1985.

## وصلات خارجية
- إستيفانيا بيلز على موقع الاتحاد الدولي للدراجات (الإنجليزية)
- إستيفانيا بيلز على موقع أرشيف الدراجات (الإنجليزية)
- إستيفانيا بيلز على موقع إحصائيات الدراجات الإحترافية (الإنجليزية)